# Música aquàtica
La Música aquàtica (títol original en anglès, Water Music) és un conjunt de moviments orquestrals de Georg Friedrich Händel, sovint considerats com a tres suites. S'estrenà l'estiu de 1717 quan el rei Jordi I demanà un concert que s'hauria de celebrar sobre el riu Tàmesi. Les suites orquestrals foren interpretades per cinquanta músics a la barcassa del rei. El rei va quedar tan satisfet amb la música que va ordenar que es repetís almenys tres vegades, tant en el viatge ascendent cap a Chelsea com en el seu retorn, fins que van arribar al Palau de Whitehall.
Es creu que l'orquestra de Händel va estar tocant a partir de les 20 hores fins ben després de la mitjanit, amb només un descans mentre el rei va baixar a Chelsea. La primera interpretació de la Música aquàtica al Tàmesi era la manera amb la qual el rei recordava als londinencs que encara estava allà, i mostrava que podia fer gestos encara més grans que els del seu fill.

## Estructura
La Música aquàtica comença amb una obertura francesa i inclou minuets, bourrées and hornpipes. Està dividida en tres suites:

### Suite en fa major (HWV 348)
| 1. Overture (Largo – Allegro)               |
|                                             |
|                                             |
|                                             |
| 2. Adagio e staccato                        |
|                                             |
|                                             |
|                                             |
| 3. Allegro – Andante – Allegro da capo Aria |
|                                             |
|                                             |
|                                             |
| 4. Minuet                                   |
|                                             |
|                                             |
|                                             |
| 5. Air                                      |
|                                             |
|                                             |
|                                             |
| 6. Minuet                                   |
|                                             |
|                                             |
|                                             |
| 7.& 8. Bourrée & Hornpipe                   |
|                                             |
|                                             |
|                                             |
| 8. Allegro                                  |
|                                             |
|                                             |
|                                             |

1. Overture (Largo – Allegro)
2. Adagio e staccato
3. Allegro – Andante – Allegro da capo Aria
4. Minuet
5. Air
6. Minuet
7. Bourrée
8. Hornpipe
9. Andante
10. Allegro
11. Hornpipe

### Suite en re major (HWV 349)
1. Overture (Allegro)
2. Alla Hornpipe
3. Minuet
4. Lentement
5. Bourrée

### Suite en sol major (HWV 350)
1. Sarabande
2. Rigaudon
3. Allegro
4. Minuet
5. Gigue

Hi ha proves per a l'altra part de l'edició Händel-Gesellschaft de Chrysander de les obres de Handel (en el volum 47, publicada el 1886), on apareixen els moviments de les "suites" en re i sol com una obra amb la referència HWV 348.